# Metsin
1. redirect médecin